# René Auberjonois (Schauspieler)

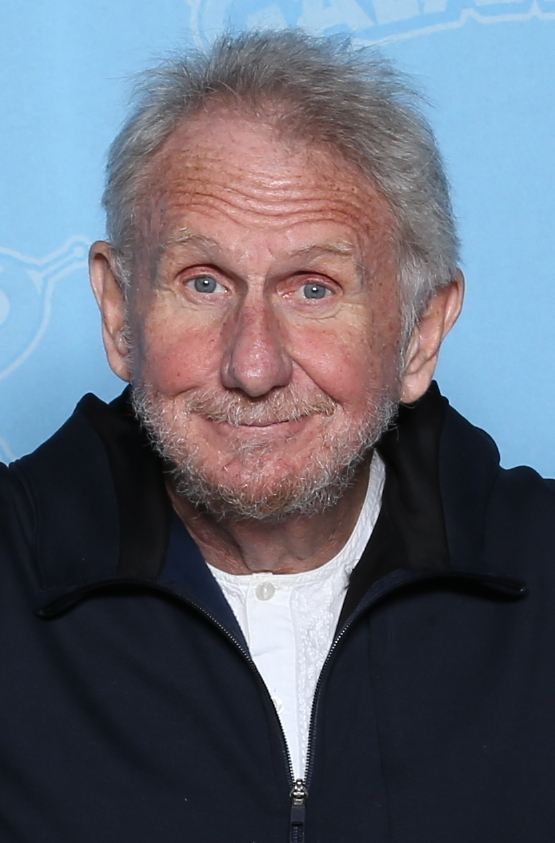
René Auberjonois (Juni 2019)

René Murat Auberjonois (* 1. Juni 1940 in New York City; † 8. Dezember 2019 in Los Angeles) war ein US-amerikanischer Schauspieler bei Film, Fernsehen und Theater sowie Synchronsprecher. Bekannt ist er unter anderem durch seine Rolle als Formwandler Odo in der Stammbesetzung der Fernsehserie Star Trek: Deep Space Nine.

## Leben

### Frühes Leben
René M. Auberjonois’ Großvater war der Schweizer Maler René Auberjonois. Sein Vater Fernand Auberjonois war Journalist, verheiratet mit der französischen Prinzessin Laure Louise Murat, Nachfahrin des napoleonischen Marschalls und Königs von Neapel, Joachim Murat, und einer Schwester Napoleons, Caroline Bonaparte. Kurz nach dem Zweiten Weltkrieg zog die Familie nach Paris, wo sich Auberjonois im Alter von sechs Jahren entschied, Schauspieler zu werden, als er in der Schule in einem Musical mitspielte.
Die Familie zog von Paris in ein New Yorker Künstlerviertel, wo René Auberjonois auf Musiker, Komponisten und Schauspieler traf. Dort begegnete er auch seinem späteren Mentor John Houseman, von dem er mit 16 Jahren seinen ersten Job am Theater erhielt. Seine Familie zog danach nach London um, wo Auberjonois seinen High-School-Abschluss machte und weiter das Theaterhandwerk erlernte.
In die Vereinigten Staaten zurückgekehrt, machte er seinen Bachelor of Arts im Fach Drama an der Carnegie Mellon University in Pennsylvania. Für seinen Auftritt in dem Broadway-Musical über Coco Chanel, Coco mit Katharine Hepburn, gewann er einen Tony Award.

### Karriere
Auberjonois hatte 1970 seine erste Spielfilmrolle in MASH und spielte danach noch in zwei weiteren Filmen des Regisseurs Robert Altman mit. Während der 1970er Jahre folgten Nebenrollen in erfolgreichen Filmproduktionen wie Die Hindenburg, King Kong und Die Augen der Laura Mars sowie zahlreiche Auftritte in US-amerikanischen Fernsehproduktionen. 1980 übernahm er eine Rolle in der Fernsehserie Benson, in der er sechs Jahre lang Clayton Endicott III darstellte.
1991 erhielt Auberjonois die Rolle des Colonel West in Star Trek VI: Das unentdeckte Land, die jedoch weitgehend aus der Kino- und Fernsehfassung des Films herausgeschnitten wurde, so dass er nur zweimal kurz im Film zu sehen war. 1993 bis 1999 spielte er erneut in einer Star-Trek-Produktion, diesmal den Formwandler Odo in Star Trek: Deep Space Nine. In Kinoproduktionen war er seit den 1980er Jahren nur noch selten und in kleineren Nebenrollen zu sehen, so als Dr. Burton in Batman Forever (1995) und als Reverend Oliver in Der Patriot (2000).

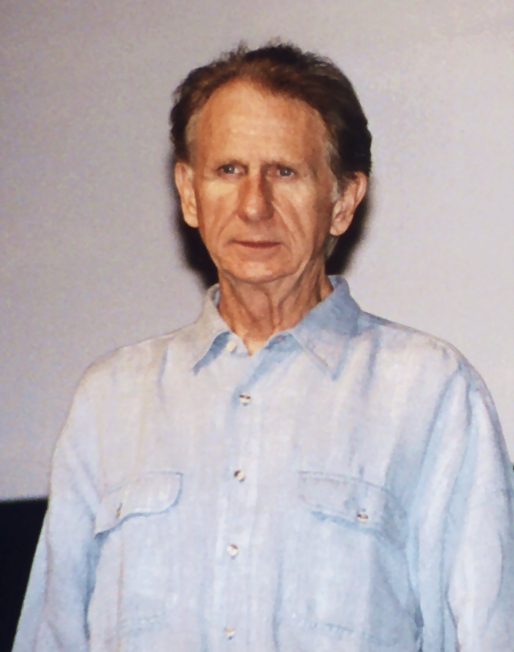
René Auberjonois auf der Galileo7-Con in Neuss, 2004

2002 übernahm er die Rolle des Professor Abronsius in Dance of the Vampires, der Broadwayproduktion des Musicals Tanz der Vampire, die allerdings zu einem Misserfolg geriet.
Ab 2004 spielte er in den ersten drei Staffeln der Anwaltsserie Boston Legal des Produzenten David E. Kelley den Rechtsanwalt Paul Lewiston der Kanzlei Crane, Poole & Schmidt. Mit Beginn der vierten Staffel wurde sein Vertrag nicht mehr verlängert, danach absolvierte Auberjonois aber noch einige Gastauftritte. Von 2010 bis 2014 war er wiederkehrend in der Syfy-Serie Warehouse 13 zu sehen. Auberjonois blieb praktisch bis zu seinem Tod als Schauspieler aktiv, so war er noch 2019 in Kelly Reichardts Arthouse-Western First Cow und als US-Präsident James Buchanan in Raising Buchanan zu sehen.

### Auberjonois als Sprecher
Auberjonois war auch als Synchronsprecher bekannt, so sprach er zum Beispiel den Chef Louis in der englischen Sprachfassung von Disneys Arielle, die Meerjungfrau und hat auch viele Hörbücher aufgenommen. Ebenso war er von 2010 bis 2013 als Synchronsprecher für die Fernsehserie Pound Puppies – Der Pfotenclub tätig. In der Uncharted-Videospielreihe sprach Auberjonois die Rolle des Karl Schaefer.
Seit 1964 war Auberjonois schauspielerisch sowie als Synchronsprecher bis zuletzt an mehr als 220 Produktionen beteiligt. Bei den Serien Marblehead Manor und Star Trek: Deep Space Nine trat er auch als Regisseur in Erscheinung. 1999 wurde er mit dem OFTA Television Award als Bester Darsteller ausgezeichnet. Zwei Mal war er für den Emmy nominiert.

### Privates
Auberjonois war seit 1963 mit der Schauspielerin Judith Mahalyi verheiratet und hat zwei Kinder, Tessa Auberjonois und Remy Auberjonois, die ebenfalls beide Schauspieler sind. Er starb im Dezember 2019 im Alter von 79 Jahren an Lungenkrebs im Rahmen eines Sterbehilfe-Programmes, welches durch den California End of Life Option Act ermöglicht wurde. Laut seiner Frau hatte der Tumor Metastasen im Hirn gebildet, woraufhin der Schauspieler eine weitere Behandlung ablehnte.

## Filmografie (Auswahl)
- 1964: Lilith
- 1968: Petulia
- 1970: MASH
- 1970: Nur Fliegen ist schöner (Brewster McCloud)
- 1971: McCabe & Mrs. Miller
- 1971: McMillan & Wife (Fernsehserie, Folge 1x01)
- 1971: The Birdmen (Fernsehfilm)
- 1972: Spiegelbilder (Images)
- 1972: Peter und Tillie (Pete ’n’ Tillie)
- 1973: Shirts/Skins (Fernsehfilm)
- 1973: Incident at Vichy (Fernsehfilm)
- 1975: Die Jeffersons (Fernsehserie, Folge 2x04)
- 1975: The Bob Newhart Show (Fernsehserie, Folge 4x07)
- 1975: Die Hindenburg (The Hindenburg)
- 1976: Panache (Fernsehfilm)
- 1976: Die haarsträubende Reise in einem verrückten Bus (The Big Bus)
- 1976: King Kong
- 1976: Pazifikgeschwader 214 (Baa Baa Black Sheep, Fernsehserie, Folge 1x03 Riskante Flucht)
- 1976, 1979: Drei Engel für Charlie (Charlie’s Angels, Fernsehserie, 2 Folgen, verschiedene Rollen)
- 1977: Zwischen den Fronten (The Rhinemann Exchange, Miniserie)
- 1977: Der Mann aus Atlantis (The Man from Atlantis, Fernsehserie, Folge 1x11 Fremde Welt unter dem Meer)
- 1978: The Dark Secret of Harvest Home (Miniserie)
- 1978: Die Augen der Laura Mars (Eyes of Laura Mars)
- 1978: Starsky & Hutch (Starsky and Hutch, Fernsehserie, Folge 4x08 Der Meisterdieb)
- 1979: Detektiv Rockford – Anruf genügt (The Rockford Files, Folge 5x13 Wo viel Licht ist...)
- 1979: Wonder Woman (Fernsehserie, Folge 3x14 Der Kostümwettbewerb)
- 1979: Zwei retten die Welt (The Wild, Wild West Revisited, Fernsehfilm)
- 1979: Hart aber herzlich (Hart to Hart, Fernsehserie, Folge: Max in Flammen)
- 1979: Mrs. Columbo (Fernsehserie, 2 Folgen, verschiedene Rollen)
- 1980: Undercover USA (More Wild, Wild West, Fernsehfilm)
- 1980: Blast – Wo die Büffel röhren (Where the Buffalo Roam)
- 1980–1986: Benson (Fernsehserie, 134 Folgen)
- 1982: The Kid From Nowhere (Fernsehfilm)
- 1982: Das letzte Einhorn (The Last Unicorn, Stimme)
- 1982–1983: Faerie Tale Theatre (Fernsehserie, 2 Folgen, verschiedene Rollen)
- 1983: Teenage Tease
- 1986: Die Stunde der Cobras – 3:15 (3:15)
- 1986: A Smoky Mountain Christmas (Fernsehfilm)
- 1986: Seine letzte Chance (The Christmas Star)
- 1987: Liebe mit Biß (My Best Friend Is a Vampire)
- 1987: Walker
- 1987–1988: Mord ist ihr Hobby (Murder, She Wrote, Fernsehserie, 2 Folgen, verschiedene Rollen)
- 1988: Longarm (Fernsehfilm)
- 1988: Police Academy 5 – Auftrag Miami Beach (Police Academy 5: Assignment Miami Beach)
- 1989: Billy the Kid: Gejagt bis in den Tod (Billy the Kid, Fernsehfilm)
- 1989: Little Nemo – Abenteuer im Schlummerland (Little Nemo: Adventures in Slumberland, Stimme)
- 1989: The Feud
- 1989: Arielle, die Meerjungfrau (The Little Mermaid, Stimme)
- 1989: Zeitsprung in die Tafelrunde (A Connecticut Yankee in King Arthur’s Court, Fernsehfilm)
- 1991: Doogie Howser, M.D. (Fernsehserie, Folge 2x23)
- 1991: Zwischen Leben und Tod (Absolute Strangers, Fernsehfilm)
- 1991: Schwul (The Lost Language of Cranes, Fernsehfilm)
- 1991: Ashenden (Miniserie)
- 1991: Star Trek VI: Das unentdeckte Land (Star Trek VI: The Undiscovered Country)
- 1992: Lucky Luke (Fernsehserie, Folge 1x05 Kaffee macht müde Männer munter)
- 1992: Eerie, Indiana (Fernsehserie, Folge 1x17 Zombies in P.J.s)
- 1992: Ned Blessing: The True Story of My Life (Fernsehfilm)
- 1992: The Sands of Time (Fernsehfilm)
- 1992–1993: Matlock (Fernsehserie, 3 Folgen, verschiedene Rollen)
- 1993–1999: Star Trek: Deep Space Nine (Fernsehserie, 173 Folgen)
- 1993: Little Jo – Eine Frau unter Wölfen (The Ballad of Little Jo)
- 1995: Batman Forever
- 1997: Danny, der Kater (Cats Don’t Dance, Stimme)
- 1997: Los Locos
- 1997: Snide And Prejudice
- 1998: Outer Limits – Die unbekannte Dimension (The Outer Limits, Fernsehserie, Folge 4x21 Das gelobte Land)
- 1999: Inspektor Gadget
- 2000: Arielle, die Meerjungfrau 2 – Sehnsucht nach dem Meer (The Little Mermaid II: Return to the Sea, Stimme)
- 2000: Geppetto, der Spielzeugmacher (Geppetto)
- 2000: Sally Hemings: An American Scandal
- 2000: We All Fall Down
- 2000: Der Patriot (The Patriot)
- 2000: Stargate – Kommando SG-1 (Stargate SG-1, Fernsehserie, Folge 4x02 Die andere Seite der Medaille)
- 2000, 2002: Practice – Die Anwälte (The Practice, Fernsehserie, 2 Folgen)
- 2001: Burning Down the House
- 2001: Frasier (Fernsehserie, 2 Folgen)
- 2001: Plötzlich Prinzessin (The Princess Diaries, Stimme)
- 2001–2002: Für alle Fälle Amy (Judging Amy, Fernsehserie, 4 Folgen)
- 2001–2003: Die Liga der Gerechten (Justice League, Fernsehserie, 4 Folgen, Stimme)
- 2001–2003: Disneys Tarzan (The Legend of Tarzan, Fernsehserie, 11 Folgen, Stimme)
- 2002: Witness to Hope: The Life of Karol Wojtyla, Pope John Paul II (Sprecher)
- 2002: Star Trek: Enterprise (Fernsehserie, Folge 1x20 Schiff der Geister)
- 2004: Eulogy – Letzte Worte (Eulogy)
- 2004–2008: Boston Legal (Fernsehserie, 71 Folgen)
- 2005–2007: Avatar – Der Herr der Elemente (Avatar: The Last Airbender, Fernsehserie, 4 Folgen, Stimme)
- 2010–2014: Warehouse 13 (Fernsehserie, 4 Folgen)
- 2010–2013: Pound Puppies – Der Pfotenclub (Pound Puppies, Fernsehserie, Stimme)
- 2011: Criminal Minds (Fernsehserie, Folge 7x09)
- 2012: Grey’s Anatomy (Fernsehserie, Folge 8x19)
- 2012: Navy CIS (NCIS, Fernsehserie, Folge 10x03 Phönix)
- 2013: Good Wife (Fernsehserie, Folge 4x17 Nur drei Fragen)
- 2014: Masters of Sex (Fernsehserie, Folge 2x04 Dirty Jobs)
- 2016: Madam Secretary (Fernsehserie, 4 Folgen)
- 2016: Certain Women
- 2019: Raising Buchanan
- 2019: The Circuit
- 2019: First Cow

## Computerspiele (Auswahl)
- 2010: Fallout: New Vegas (Videospiel, Bethesda Softworks)